# LP Волос Вероники
LP Волос Вероники (лат. LP Comae Berenices) — тройная звезда в созвездии Волос Вероники на расстоянии приблизительно 1579 световых лет (около 484 парсек) от Солнца.
Пара первого и второго компонентов — двойная затменная переменная звезда типа W Большой Медведицы (EW). Видимая звёздная величина звезды — от +13,37m до +12,76m. Орбитальный период — около 0,3379 суток (8,1104 часа).

## Характеристики
Первый компонент — оранжевый или жёлтый карлик спектрального класса G9, или K4. Масса — около 0,86 солнечной, радиус — около 1,25 солнечного, светимость — около 1,035 солнечной. Эффективная температура — около 5199 K.
Второй компонент — оранжевый карлик спектрального класса K. Масса — около 0,2 солнечной. Эффективная температура — около 4852 K.
Третий компонент — красный карлик спектрального класса M. Масса — около 0,115 солнечной. Орбитальный период — около 10,09 года.